# نوبالين
نوبالين (بالإنجليزية:Nopaline) هو مركب كيميائي مشتق من الأحماض الأمينية حمض الجلوتاميك والأرجنين ويصنف كأحد أنواع الأوباين (بالإنجليزية : Opines).والبلازميد المسؤول عن تركيبه هو تي بلازميد ويصنف على أساس أنواع مختلفة من الأوباين الذي ينتجه، فقد تكون بلازميدات نوبالين أو بلازميدات أوكتوبين (بالإنجليزية : Octopine) أو بلازميدات أقروبين (بالإنجليزية : Agropine). هذه الأوبينات هي منتجات تكثيفية من الأحماض الأمينية (Amino Acids) و أحماض الكيتو (Keto Acids) أو ربما مشتقة من السكريات (Sugars). تستخدم الأوبينات كمصدر للكربون والنيتروجين وتتأيض (بالإنجليزية : metabolized) بواسطة بكتيريا أجرعية (بالإنجليزية : Agrobacterium).
1. 1 2 3 4 5  Nopaline (بالإنجليزية), QID:Q278487
2. ↑  D-nopaline، معهد المعلوماتية الحيوية الأوروبي، QID:Q902623
3. ↑  ChEBI release 2020-09-01، 1 سبتمبر 2020، QID:Q98915402